# گمینا یوردانوف شلانسکی
گمینا یوردانوف شلانسکی (به لهستانی:  Gmina Jordanów Śląski) یک گمینا در لهستان است که در شهرستان وروتسواف واقع شده‌است. گمینا یوردانوف شلانسکی ۵۶٫۶۲ کیلومتر مربع مساحت و ۳٬۰۱۸ نفر جمعیت دارد.